# Onon gol
Onon gol (mongolsky Онон гол, rusky Онон) je řeka v Mongolsku (ajmagy Chentijský, Východní) a v Rusku (Zabajkalský kraj). Po spojení s řekou Ingodou vytváří Šilku, jednu ze zdrojnic Amuru. Je 1 032 km dlouhá (298 km v Mongolsku a 734 km v Rusku). Povodí má rozlohu 96 200 km².

## Průběh toku
Pramení v centrální části Chentejského pohoří. Teče po Chentijčikojské pahorkatině. Na tomto úseku jsou v korytě časté ostrovy. Na dolním toku protéká mezi Mogojtujským a Borščovočným hřbetem.

## Přítoky
- zleva – Balž gol, Aguca, Kyra, Ilja, Aga
- zprava – Churach gol, Borzja, Turga, Unda

## Města na řece
Na řece leží centrum sumu Onon v Chentijském ajmagu v Mongolsku a města Mangut, Akša, Nižnij Casučej, Olovjannaja v Rusku.

## Vodní režim
Zdrojem vody jsou převážně sněhové srážky. Vodnost řeky stoupá na jaře, kdy se jednotlivé vzestupy hladiny násobí a nakonec dosahuje maxima v létě. Průměrný roční průtok ve vzdálenosti 12 km od ústí činí 191 m³/s, maximální 2 810 m³/s a minimální 1,22 m³/s. Zamrzá v listopadu a na mělčinách promrzá až do dna. Rozmrzá v dubnu až v květnu.

## Využití
Využívá se na zavlažování a zásobování průmyslu vodou.